# Isabella Biancolelli
Francesca Maria Apolline Biancolelli, känd under sitt artistnamn Isabella Biancolelli, född 1664, död 1747, var en italiensk skådespelare.
Hon var engagerad vid den italienska teatern i Paris mellan 1687 och 1695, där hon hade en framgångsrik karriär som hjältinna.